# Mont de Rhodes
Mont de Rhodes är en kulle i Belgien.   Den ligger i provinsen Hainaut och regionen Vallonien, i den centrala delen av landet, 40 km väster om huvudstaden Bryssel. Toppen på Mont de Rhodes är 141 meter över havet.
Terrängen runt Mont de Rhodes är huvudsakligen platt. Runt Mont de Rhodes är det ganska tätbefolkat, med 207 invånare per kvadratkilometer.. Närmaste större samhälle är Geraardsbergen, 11,1 km öster om Mont de Rhodes. 
Omgivningarna runt Mont de Rhodes är en mosaik av jordbruksmark och naturlig växtlighet.